# Тлакацинакантли
Тлакацинакантли (Tlacazinacantli) — один из божеств Миктлана в ацтекской мифологии . Имя с языка науатль переводится как «Человек — летучая мышь». Мифами связан с богами Миктлантекутли, Шочикецаль, Кетцалькоатлем .

## Описание

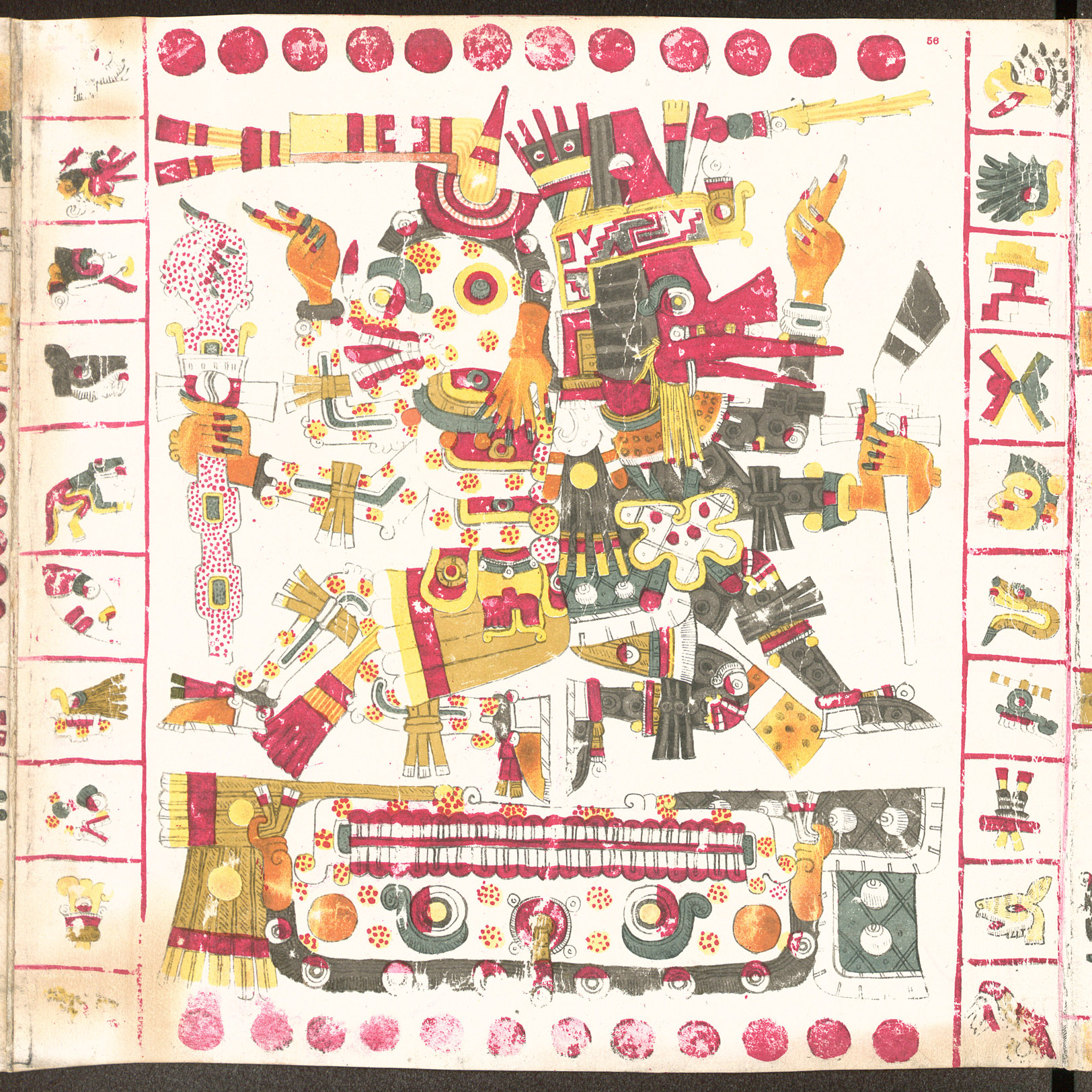
Тлакацинакантли, связанный с Кецалькоатлем в одной из его ипостасей планеты Венеры — отражения двуединства Кецалькоатля как Утренней и Вечерней Звезды

В Ватиканском кодексе Б (с.24) бог изображен с атрибутами Кецалькоатля, а в кодексе Фейервари-Майер (с.41) — с атрибутами Миктлантекутли. Также известен скульптурными изображениями, которые сейчас хранятся в Музее Темпло-Майор в Мехико.
Одет в широкую одежду, напоминающую крылья летучей мыши. В то же время в руках держит обсидиановый нож и голову, или змею (или голову змеи) и вырванное сердце. Одежда часто изображена забрызганной кровью. Под рукой присутствует человеческая рука. Также представление в виде покрытого человеческой кожей, окрашенной в зелёный цвет. Волосы темные, на затылке щиток.

## Мифы
Главная функция Тлакацинакантли — жреца жертвователя, а именно отсечение голов всем живым существам и подношения их своему хозяину Миктлантекутли или богине плодородия Шочикецаль. Он может сливаться со своим господином Миктлантекутли.
Но одновременно «Человек — летучая мышь» связан и с Кецалькоатлем в одной из его ипостасей планеты Венеры. По представлениям науа в те дни, когда Венера не видна на небосклоне она находится в подземном мире Миктлане. В то же время ночной небосвод это и есть Миктлан — мир, противоположный земному, где звезды и планеты цицимиме — это обитатели Миктлана. Кецалькоатль в качестве планеты Венера во время её пребывания в Миктлане и в качестве её ночной ипостаси Вечерней Звезды Шолотля вполне совместим с господином Миктлантекутли, как показывает иллюстрация страницы из Кодекса Борджиа (стр.56). Тлакацинакантли и является одной из стадий изменения Кетцалькоатля-Венеры во время путешествия Миктлан. Обычно её интерпретирует как отражения двуединства Кецалькоатля как Утренней и Вечерней Звезды (Тлауискальпантекутли и Шолотля).